# Umm az-Zajtun
Umm az-Zajtun (arab. أم الزيتون) – miejscowość w Syrii, w muhafazie As-Suwajda. W 2004 roku liczyła 1913 mieszkańców.